# Våbenbrødre (film)
Våbenbrødre er en dansk animationsfilm fra 2014 instrueret af Cav Bøgelund.

## Handling
Ørn er delingsfører i Afghanistan og samarbejder med den lokale politikaptajn, Fareed. På tværs af kulturelle skel kæmper deres mænd side om side i den krigshærgede region. Men da en af de afghanske betjente pludselig vender sit våben mod danskerne og trykker af, bliver samarbejdet mellem de to ledere sat på en hård prøve. Før soldaterne når at reagere, er forræderen stukket af, efterladende Ørn såret på jorden og hans tolk dræbt. Ørn sendes hjem til Danmark, men vender hurtigt tilbage til Afghanistan, for at fortsætte arbejdet som om intet er hændt. Således drager danskerne igen på patrulje med Fareed og hans betjente, men mistilliden ulmer under overfladen, og det bliver sværere og sværere for Ørn, ikke kun at holde sine mænds paranoia i skak, men også sin egen. I et land hvor intet er sort og hvidt og hvor korruption gennemsyrer alt, er det svært at skelne venner fra fjender - og tillid et spørgsmål om liv og død. Filmen er inspireret af virkelige hændelser og har danske soldater i rollerne som Ørn og hans mænd.

## Medvirkende
| Stemme                     | Rolle         |
| -------------------------- | ------------- |
| Martin Tamm Andersen       | Ørn           |
| Abdul Mansoor              | Fareed        |
| Hassan Tassal              | Karak         |
| Jannik Hansen              | Kasper        |
| Siems Christopher Siemssen | Mikkel        |
| Cav Bøgelund               | Gruppefører 1 |
| Christoffer Örnfelt        | Gruppefører 2 |
| Kasper Leisner             | NK            |
| Svend M. Holst             | Holm          |
| Hassan Tassal              | Bonde         |

- Kilde: DanskeFilmStemmer.dk